# Аніта Шетцле
Аніта Шетцле (нім. Anita Schätzle; нар. 22 вересня 1981, Гаслах-ім-Кінцигталь) — німецька борчиня вільного стилю, срібна та дворазова бронзова призерка чемпіонатів світу, дворазова чемпіонка, дворазова срібна та чотириразова бронзова призерка чемпіонатів Європи, срібна призерка Кубку світу, учасниця двох Олімпійських ігор.

## Біографія
Боротьбою почала займатися з 1990 року. Триразова чемпіонка світу серед юніорів (1998, 2000, 2001), срібна призерка юніорської першості світу 1999 року. Чотириразова чемпіонка Європи серед юніорів (1997, 1998, 1999, 2000), срібна призерка юніорської першості Європи 1996 року. Виступала за клуб WKG Metternich-Ruebenach.

## Спортивні результати на міжнародних змаганнях

### Виступи на Олімпіадах
| Змагання                    | Збірна    | Вагова категорія          | Місце |
| --------------------------- | --------- | ------------------------- | ----- |
| Літні Олімпійські ігри 2004 | Німеччина | жіноча боротьба, до 72 кг | 6     |
| Літні Олімпійські ігри 2008 | Німеччина | жіноча боротьба, до 72 кг | 7     |

### Виступи на Чемпіонатах світу
| Змагання                        | Збірна    | Вагова категорія          | Місце  |
| ------------------------------- | --------- | ------------------------- | ------ |
| Чемпіонат світу з боротьби 1998 | Німеччина | жіноча боротьба, до 62 кг | 8      |
| Чемпіонат світу з боротьби 1999 | Німеччина | жіноча боротьба, до 68 кг | Срібло |
| Чемпіонат світу з боротьби 2000 | Німеччина | жіноча боротьба, до 68 кг | 11     |
| Чемпіонат світу з боротьби 2001 | Німеччина | жіноча боротьба, до 68 кг | Бронза |
| Чемпіонат світу з боротьби 2002 | Німеччина | жіноча боротьба, до 72 кг | 9      |
| Чемпіонат світу з боротьби 2003 | Німеччина | жіноча боротьба, до 72 кг | 5      |
| Чемпіонат світу з боротьби 2005 | Німеччина | жіноча боротьба, до 72 кг | Бронза |
| Чемпіонат світу з боротьби 2006 | Німеччина | жіноча боротьба, до 72 кг | 12     |
| Чемпіонат світу з боротьби 2007 | Німеччина | жіноча боротьба, до 72 кг | 31     |

### Виступи на Чемпіонатах Європи
| Змагання                         | Збірна    | Вагова категорія          | Місце  |
| -------------------------------- | --------- | ------------------------- | ------ |
| Чемпіонат Європи з боротьби 1998 | Німеччина | жіноча боротьба, до 68 кг | 5      |
| Чемпіонат Європи з боротьби 1999 | Німеччина | жіноча боротьба, до 68 кг | Бронза |
| Чемпіонат Європи з боротьби 2000 | Німеччина | жіноча боротьба, до 68 кг | Срібло |
| Чемпіонат Європи з боротьби 2001 | Німеччина | жіноча боротьба, до 68 кг | Бронза |
| Чемпіонат Європи з боротьби 2002 | Німеччина | жіноча боротьба, до 67 кг | Срібло |
| Чемпіонат Європи з боротьби 2003 | Німеччина | жіноча боротьба, до 72 кг | Золото |
| Чемпіонат Європи з боротьби 2004 | Німеччина | жіноча боротьба, до 72 кг | 4      |
| Чемпіонат Європи з боротьби 2005 | Німеччина | жіноча боротьба, до 72 кг | Золото |
| Чемпіонат Європи з боротьби 2006 | Німеччина | жіноча боротьба, до 72 кг | Бронза |
| Чемпіонат Європи з боротьби 2007 | Німеччина | жіноча боротьба, до 72 кг | 5      |
| Чемпіонат Європи з боротьби 2008 | Німеччина | жіноча боротьба, до 72 кг | Бронза |

### Виступи на Кубках світу
| Змагання                    | Збірна    | Вагова категорія          | Місце  |
| --------------------------- | --------- | ------------------------- | ------ |
| Кубок світу з боротьби 2003 | Німеччина | жіноча боротьба, до 72 кг | 5      |
| Кубок світу з боротьби 2007 | Німеччина | жіноча боротьба, до 72 кг | Срібло |

### Виступи на інших змаганнях
| Змагання                               | Збірна    | Вагова категорія          | Місце  |
| -------------------------------------- | --------- | ------------------------- | ------ |
| Klippan Lady Open 2002                 | Німеччина | жіноча боротьба, до 67 кг | Золото |
| Гран-прі Німеччини з боротьби 2002     | Німеччина | жіноча боротьба, до 67 кг | Золото |
| Austrian Ladies Open 2002              | Німеччина | жіноча боротьба, до 67 кг | Золото |
| Гран-прі Німеччини з боротьби 2003     | Німеччина | жіноча боротьба, до 72 кг | Бронза |
| Austrian Ladies Open 2003              | Німеччина | жіноча боротьба, до 72 кг | Золото |
| Тестовий турнір FILA 2004              | Німеччина | жіноча боротьба, до 72 кг | 5      |
| Міжнародний меморіал Дейва Шульца 2004 | Німеччина | жіноча боротьба, до 72 кг | Золото |
| Гран-прі Німеччини з боротьби 2004     | Німеччина | жіноча боротьба, до 72 кг | Срібло |
| Austrian Ladies Open 2004              | Німеччина | жіноча боротьба, до 72 кг | Бронза |
| Міжнародний меморіал Дейва Шульца 2005 | Німеччина | жіноча боротьба, до 72 кг | Срібло |
| Klippan Lady Open 2005                 | Німеччина | жіноча боротьба, до 72 кг | Золото |
| Гран-прі Німеччини з боротьби 2005     | Німеччина | жіноча боротьба, до 72 кг | Золото |
| Klippan Lady Open 2006                 | Німеччина | жіноча боротьба, до 72 кг | Срібло |
| Гран-прі Німеччини з боротьби 2006     | Німеччина | жіноча боротьба, до 72 кг | Золото |
| Золотий Гран-прі з боротьби 2006       | Німеччина | жіноча боротьба, до 72 кг | Золото |
| Міжнародний меморіал Дейва Шульца 2007 | Німеччина | жіноча боротьба, до 72 кг | 4      |
| Гран-прі Німеччини з боротьби 2007     | Німеччина | жіноча боротьба, до 72 кг | Бронза |
| Міжнародний меморіал Дейва Шульца 2008 | Німеччина | жіноча боротьба, до 72 кг | 4      |
| Klippan Lady Open 2008                 | Німеччина | жіноча боротьба, до 72 кг | 11     |
| Гран-прі Німеччини з боротьби 2008     | Німеччина | жіноча боротьба, до 72 кг | Срібло |

### Виступи на змаганнях молодших вікових груп
| Змагання                                       | Збірна    | Вагова категорія          | Місце  |
| ---------------------------------------------- | --------- | ------------------------- | ------ |
| Чемпіонат Європи з боротьби серед юніорів 1995 | Німеччина | жіноча боротьба, до 52 кг | 7      |
| Чемпіонат Європи з боротьби серед юніорів 1996 | Німеччина | жіноча боротьба, до 52 кг | Срібло |
| Чемпіонат Європи з боротьби серед юніорів 1997 | Німеччина | жіноча боротьба, до 63 кг | Золото |
| Чемпіонат Європи з боротьби серед юніорів 1998 | Німеччина | жіноча боротьба, до 63 кг | Золото |
| Чемпіонат світу з боротьби серед юніорів 1998  | Німеччина | жіноча боротьба, до 63 кг | Золото |
| Чемпіонат Європи з боротьби серед юніорів 1999 | Німеччина | жіноча боротьба, до 63 кг | Золото |
| Чемпіонат світу з боротьби серед юніорів 1999  | Німеччина | жіноча боротьба, до 63 кг | Срібло |
| Чемпіонат Європи з боротьби серед юніорів 2000 | Німеччина | жіноча боротьба, до 68 кг | Золото |
| Чемпіонат світу з боротьби серед юніорів 2000  | Німеччина | жіноча боротьба, до 68 кг | Золото |
| Чемпіонат світу з боротьби серед юніорів 2001  | Німеччина | жіноча боротьба, до 68 кг | Золото |